# فرودگاه کالابوسو
فرودگاه کالابوسو (به اسپانیایی: Calabozo Airport) (به زبان بومی: Aeropuerto de Calabozo) یک فرودگاه همگانی با کد یاتا CLZ است که یک باند فرود آسفالت دارد و طول باند آن ۱۴۶۰ متر است. این فرودگاه در کشور ونزوئلا قرار دارد و در ارتفاع ۱۰۰ متری از سطح دریا واقع شده‌است.